# Ichthyopselapha
Ichthyopselapha là một chi bướm đêm thuộc họ Noctuidae.